# Goodland (Minnesota)
Goodland es un lugar designado por el censo ubicado en el condado de Itasca en el estado estadounidense de Minnesota. En el Censo de 2020 tenía una población de 51 habitantes y una densidad poblacional de 170 habitantes por km². Fue incluido como CDP en el censo de 2020. 

## Geografía
Goodland se encuentra ubicado en las coordenadas 47°09′43″N 93°08′09″O / 47.16194, -93.13583. Según la Oficina del Censo de los Estados Unidos,  tiene una superficie total de 0,30 km², todos correspondientes a tierra firme.